# Khāleşān
Khāleşān (persiska: خالصان) är en ort i Iran.   Den ligger i provinsen Gilan, i den nordvästra delen av landet, 260 km nordväst om huvudstaden Teheran. Khāleşān ligger 269 meter över havet och antalet invånare är 104.
Terrängen runt Khāleşān är bergig västerut, men österut är den kuperad. Runt Khāleşān är det ganska tätbefolkat, med 134 invånare per kvadratkilometer. Närmaste större samhälle är Fūman, 16,8 km öster om Khāleşān. I omgivningarna runt Khāleşān växer i huvudsak blandskog.